# Inesu Emiko Takeoka
Inesu Emiko Takeoka (武岡 イネス 恵美子, 1 de maig de 1971) és una exfutbolista japonesa.

## Selecció del Japó
Va debutar amb la selecció del Japó el 1994. Va disputar 3 partits amb la selecció del Japó. Ha disputat Copa del Món de 1995.

## Estadístiques
| Selecció del Japó | Selecció del Japó | Selecció del Japó |
| Anys              | Partits           | Gols              |
| ----------------- | ----------------- | ----------------- |
| 1994              | 1                 | 0                 |
| 1995              | 2                 | 3                 |
| Total             | 3                 | 3                 |